# Einár

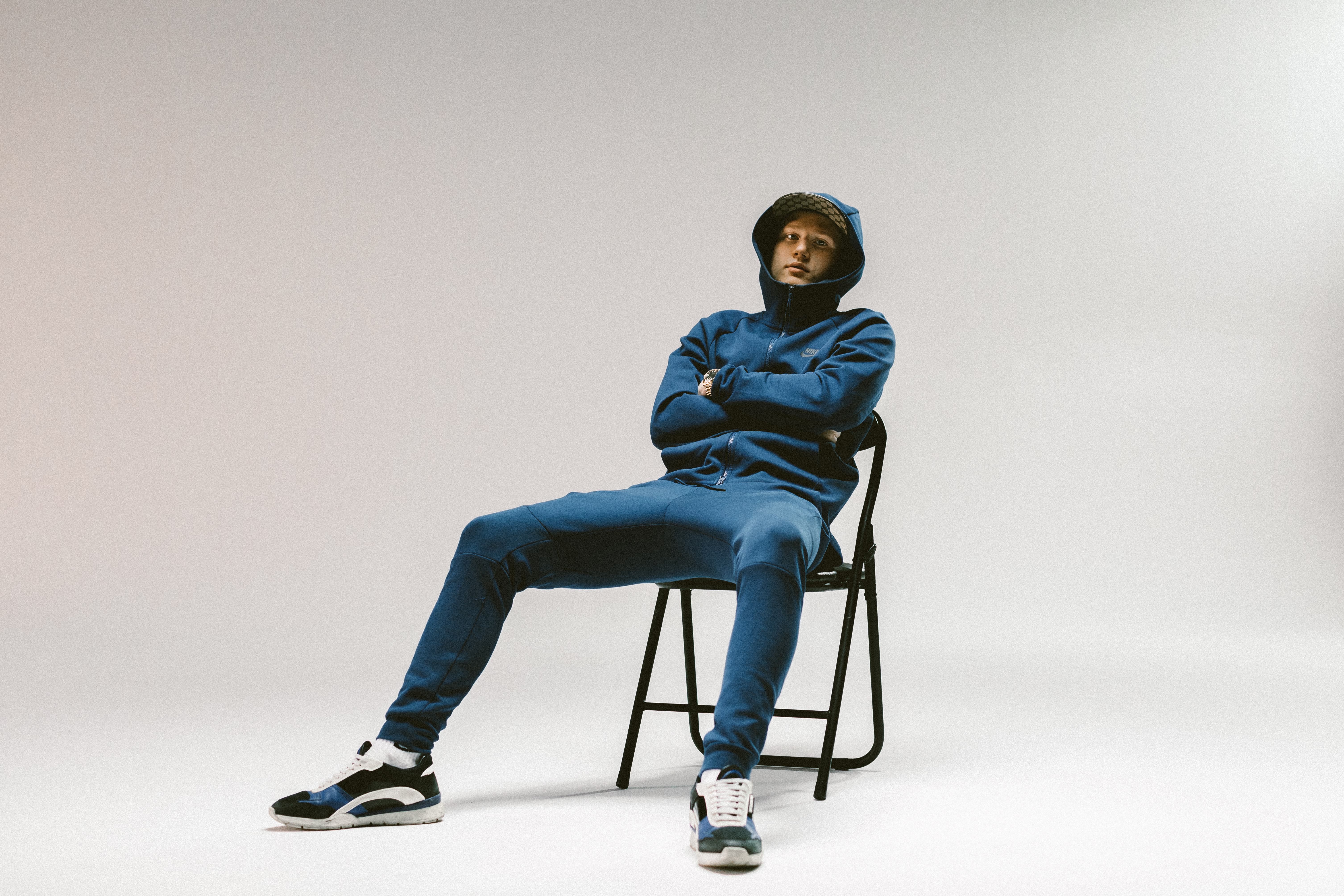
Einár, 2018

Einár (bürgerlich Nils Kurt Erik Einar Grönberg; * 5. September 2002 in Stockholm; † 21. Oktober 2021 ebenda) war ein schwedischer Rapper. Er erreichte seit 2019 mehrfach Nummer-eins-Platzierungen in den schwedischen Musikcharts.

## Karriere
Grönberg wurde 2002 als Sohn der schwedischen Schauspielerin Lena Nilsson geboren. Er wuchs in Enskededalen im Stockholmer Stadtbezirk Skarpnäck auf. In seiner Jugend geriet er mehrfach mit dem Gesetz in Konflikt und musste 2019 aufgrund einer Justizauflage eine Zeit lang in einem geschlossenen Jugendwohnheim leben.
Im Jahr 2018 veröffentlichte er seine Debütsingle PROBLEM$ zusammen mit Dilly D und MPL auf Spotify. Sein erster Solosong, Duckar Popo, folgte noch im selben Jahr. Der Durchbruch gelang ihm schließlich mit dem Lied Katten i trakten, das Anfang Februar 2019 zuerst auf Platz sieben der Sverigetopplistan einstieg und in der dritten Chartwoche den ersten Platz der Charts erreichte. Dort blieb das Lied für drei Wochen und wurde im Jahr danach mit Doppelplatin ausgezeichnet. Nach weiteren Top-Ten-Singles folgte im Juni 2019 das Album Första klass, das in der zweiten Woche Platz eins in Schweden erreichte. In den Jahren 2020 und 2021 folgten Dutzende weitere Chartsingles und drei weitere Alben, wobei eines den ersten sowie die anderen beiden den zweiten Platz der schwedischen Charts erreichten.
Beim Grammis 2020 konnte Grönberg die Auszeichnungen Künstler des Jahres und Newcomer des Jahres sowie Hip-Hop des Jahres entgegennehmen. Außerdem war er mit dem Song Katten i trakten in der Kategorie Lied des Jahres nominiert, verlor dort aber gegen SOS von Avicii und Aloe Blacc.
Mitte April 2020 wurde Grönberg von der schwedischen Gang Vårbynätverket entführt und mit einer Waffe bedroht, nachdem vorher ein erster Entführungsversuch gescheitert war. Von der erfolgreichen Entführung kursierten erniedrigende Bilder und Videos in sozialen Medien. Die Täter stahlen ihm außerdem mehrere Wertgegenstände im Wert von 465.000 Schwedischen Kronen (etwa 46.000 Euro). Als Drahtzieher des ersten Entführungsversuches wurde der mit Grönberg rivalisierende Rapper Yasin im Juli 2021 zu zehn Monaten Haft verurteilt. Der Drahtzieher der gelungenen Entführung, der Rapper Haval, erhielt zweieinhalb Jahre Haft. Danach bekam Grönberg Morddrohungen und musste fortan unter falscher Identität und mit Polizeischutz leben.
Mit dem Gastbeitrag zu Hov1s Single Gamora im Frühjahr 2021, die sechs Wochen auf Platz eins der schwedischen Charts blieb, gelang Grönberg ein weiterer großer Erfolg.
Am Abend des 21. Oktober 2021, eine Woche bevor er in einer Berufungsverhandlung am Svea hovrätt erneut gegen die Mitglieder des Vårbynätverket hätte aussagen sollen, wurde Grönberg in Hammarby Sjöstad im Stockholmer Stadtbezirk Södermalm ermordet. Die Stockholmer Polizei teilte mit, dass Grönberg in einer Art Hinrichtung aus etwa anderthalb Metern Entfernung in den Kopf geschossen wurde. Am darauffolgenden Morgen sprachen der schwedische Ministerpräsident Stefan Löfven und die Kulturministerin Amanda Lind der Familie und den Fans von Grönberg ihr Beileid aus.

## Diskografie

### Alben
| Jahr | Titel                 | Höchstplatzierung, Gesamtwochen, AuszeichnungChartplatzierungen (Jahr, Titel, Platzierungen, Wochen, Auszeichnungen, Anmerkungen) | Höchstplatzierung, Gesamtwochen, AuszeichnungChartplatzierungen (Jahr, Titel, Platzierungen, Wochen, Auszeichnungen, Anmerkungen) | Anmerkungen                                                            |
| Jahr | Titel                 | SE | NO | Anmerkungen                                                            |
| ---- | --------------------- | --- | --- | ---------------------------------------------------------------------- |
| 2019 | Första klass          | SE1 (235 Wo.)SE | NO19 (2 Wo.)NO | Erstveröffentlichung: 7. Juni 2019 in Norwegen erst 2021 in den Charts |
| 2019 | Nummer 1              | SE1 (76 Wo.)SE | — | Erstveröffentlichung: 5. September 2019                                |
| 2020 | Welcome to Sweden     | SE2 (98 Wo.)SE | NO28 (1 Wo.)NO | Erstveröffentlichung: 15. Mai 2020                                     |
| 2020 | Unge med extra energi | SE1 (… Wo.)SE | NO29 (1 Wo.)NO | Erstveröffentlichung: 28. September 2020                               |

### EPs
- 2022: Einár

### Singles
| Jahr | Titel Album                                 | Höchstplatzierung, Gesamtwochen, AuszeichnungChartplatzierungen (Jahr, Titel, Album, Platzierungen, Wochen, Auszeichnungen, Anmerkungen) | Höchstplatzierung, Gesamtwochen, AuszeichnungChartplatzierungen (Jahr, Titel, Album, Platzierungen, Wochen, Auszeichnungen, Anmerkungen) | Anmerkungen                                                              |
| Jahr | Titel Album                                 | SE | NO | Anmerkungen                                                              |
| --- | ------------------------------------------- | --- | --- | ------------------------------------------------------------------------ |
| 2019 | Katten i trakten Första klass               | SE1 ×3Dreifachplatin · (49 Wo.)SE | — | Erstveröffentlichung: 25. Januar 2019                                    |
| 2019 | Fusk Första klass                           | SE2 ×2Doppelplatin · (25 Wo.)SE | — | Erstveröffentlichung: 13. März 2019 feat. K27                            |
| 2019 | Rör mig Första klass                        | SE3 ×2Doppelplatin · (20 Wo.)SE | — | Erstveröffentlichung: 26. April 2019                                     |
| 2019 | Akta mannen (Remix) –                       | SE20 ×2Doppelplatin · (26 Wo.)SE | — | Erstveröffentlichung: 4. Juni 2019 mit 1cuz & Dree Low                   |
| 2019 | Paigons –                                   | SE18 Gold · (9 Wo.)SE | — | Erstveröffentlichung: 28. Juni 2019 mit Juice                            |
| 2019 | Min nivå –                                  | SE2 ×2Doppelplatin · (23 Wo.)SE | — | Erstveröffentlichung: 5. Juli 2019 mit Dree Low                          |
| 2019 | Paff pass –                                 | SE26 (4 Wo.)SE | — | Erstveröffentlichung: 7. August 2019 mit Nilo                            |
| 2019 | Mamma förlåt Livet efter döden              | SE9 Gold · (5 Wo.)SE | — | Erstveröffentlichung: 16. August 2019 mit Sebastian Stakset              |
| 2019 | Nu vi skiner Nummer 1                       | SE1 ×2Doppelplatin · (17 Wo.)SE | — | Erstveröffentlichung: 19. August 2019                                    |
| 2019 | Tänker på mig –                             | SE20 (3 Wo.)SE | — | Erstveröffentlichung: 27. September 2019 mit Black Moose & Danny Saucedo |
| 2019 | Härifrån Dirty South                        | SE3 Platin · (18 Wo.)SE | — | Erstveröffentlichung: 11. Oktober 2019 mit Dizzy                         |
| 2019 | Skrrt –                                     | SE11 Gold · (4 Wo.)SE | — | Erstveröffentlichung: 25. Oktober 2019 mit K27                           |
| 2019 | Drip 2 Hard –                               | SE3 Platin · (10 Wo.)SE | — | Erstveröffentlichung: 7. November 2019                                   |
| 2019 | Sema7ni Port 43                             | SE39 (2 Wo.)SE | — | Erstveröffentlichung: 8. November 2019 mit Jelassi                       |
| 2019 | Tesla –                                     | SE3 ×2Doppelplatin · (23 Wo.)SE | — | Erstveröffentlichung: 15. November 2019 mit Macky                        |
| 2020 | Frank Lucas Welcome to Sweden               | SE5 (15 Wo.)SE | — | Erstveröffentlichung: 6. März 2020                                       |
| 2020 | Ungen Playlist 3                            | SE26 (4 Wo.)SE | — | Erstveröffentlichung: 20. März 2020 mit Stress                           |
| 2020 | Rymden och tillbaka Welcome to Sweden       | SE6 (8 Wo.)SE | — | Erstveröffentlichung: 3. April 2020 mit Stress                           |
| 2020 | Automat –                                   | SE83 (1 Wo.)SE | — | Erstveröffentlichung: 21. April 2020 mit Adel                            |
| 2020 | Hundra –                                    | SE70 (1 Wo.)SE | — | Erstveröffentlichung: 22. April 2020 mit Adel                            |
| 2020 | Show –                                      | SE65 (1 Wo.)SE | — | Erstveröffentlichung: 23. April 2020 mit Adel                            |
| 2020 | Ingen lek Nu eller aldrig                   | SE37 (1 Wo.)SE | — | Erstveröffentlichung: 12. Juni 2020 mit Thrife & Dree Low                |
| 2020 | Pop Smoke Unge med extra energi             | SE5 (16 Wo.)SE | — | Erstveröffentlichung: 30. Juli 2020 mit 5iftyy & Moewgli                 |
| 2020 | Luren skakar –                              | SE56 (1 Wo.)SE | — | Erstveröffentlichung: 4. September 2020 mit Moewgli & 5iftyy             |
| 2020 | Feelings Unge med extra energi              | SE5 (12 Wo.)SE | — | Erstveröffentlichung: 5. September 2020 feat. Sami                       |
| 2020 | För stora namn –                            | SE34 (4 Wo.)SE | — | Erstveröffentlichung: 25. Oktober 2020 mit Dree Low                      |
| 2021 | Sätter dom på plats –                       | SE2 (10 Wo.)SE | — | Erstveröffentlichung: 5. Februar 2021                                    |
| 2021 | 9 månader –                                 | SE49 (2 Wo.)SE | — | Erstveröffentlichung: 14. Februar 2021 mit Dani M                        |
| 2021 | Trendsetter –                               | SE53 (1 Wo.)SE | — | Erstveröffentlichung: 2. April 2021 mit 23                               |
| 2021 | Voi –                                       | SE19 (5 Wo.)SE | — | Erstveröffentlichung: 23. April 2021 mit Dani M                          |
| 2021 | Haparanda –                                 | SE14 (7 Wo.)SE | — | Erstveröffentlichung: 18. Juni 2021                                      |
| 2021 | Chiquita –                                  | SE42 (4 Wo.)SE | — | Erstveröffentlichung: 25. Juni 2021 mit 5iftyy                           |
| 2021 | Dansa –                                     | SE1 (41 Wo.)SE | NO30 (2 Wo.)NO | Erstveröffentlichung: 24. September 2021 mit Adaam                       |
| 2021 | Fast här i trakten –                        | SE6 Platin · (13 Wo.)SE | — | Erstveröffentlichung: 15. Oktober 2021 mit VC Barre & Trobi              |
| posthume Veröffentlichungen |                                             | | |                                                                          |
| |                                             | | |                                                                          |
| 2022 | Din låt Tid & tro                           | SE1 ×5Fünffachplatin · (80 Wo.)SE | NO— GoldNO | Erstveröffentlichung: 22. Juli 2022 mit Victor Leksell                   |
| 2022 | Day One –                                   | SE2 (13 Wo.)SE | — | Erstveröffentlichung: 5. November 2022                                   |
| 2023 | Du & jag –                                  | SE1 (15 Wo.)SE | — | Erstveröffentlichung: 25. Januar 2023                                    |
| 2023 | Vill va med dig –                           | SE1 (25 Wo.)SE | — | Erstveröffentlichung: 7. Juni 2023                                       |
| 2023 | Standard –                                  | SE3 Gold · (14 Wo.)SE | — | Erstveröffentlichung: 21. Juli 2023 mit A36                              |
| 2023 | Dans från dig –                             | SE1 (33 Wo.)SE | — | Erstveröffentlichung: 22. September 2023 mit Sara Kurt & Le Winter       |
| Folgende Lieder erschienen nicht als Single, wurden aber durch das Album zum Download und Streaming bereitgestellt und konnten somit eine Platzierung erlangen: |                                             | | |                                                                          |
| |                                             | | |                                                                          |
| 2019 | Första klass                                | SE1 ×3Dreifachplatin · (61 Wo.)SE | — |                                                                          |
| 2019 | Hiphop Första klass                         | SE4 Platin · (12 Wo.)SE | — | feat. Adaam                                                              |
| 2019 | F mitt X Första klass                       | SE7 Platin · (20 Wo.)SE | — |                                                                          |
| 2019 | Röda sulor Första klass                     | SE15 Platin · (4 Wo.)SE | — |                                                                          |
| 2019 | Gäng Första klass                           | SE18 Gold · (4 Wo.)SE | — |                                                                          |
| 2019 | Bro code Första klass                       | SE20 Gold · (3 Wo.)SE | — |                                                                          |
| 2019 | Aldrig nånsin haft Pusher II                | SE27 Platin · (10 Wo.)SE | — | mit Simon Superti & Dani M                                               |
| 2019 | Toucha fame Nummer 1                        | SE5 Platin · (11 Wo.)SE | — | feat. Thrife                                                             |
| 2019 | Nr 1 Nummer 1                               | SE6 Platin · (14 Wo.)SE | — | feat. Greekazo                                                           |
| 2019 | Headshot Nummer 1                           | SE20 Gold · (7 Wo.)SE | — |                                                                          |
| 2019 | Inte samma Nummer 1                         | SE27 Gold · (5 Wo.)SE | — | feat. Adel                                                               |
| 2019 | Fusk del 2 Nummer 1                         | SE28 (4 Wo.)SE | — |                                                                          |
| 2020 | Ghetto Mamacita Welcome to Sweden           | SE6 (5 Wo.)SE | — | mit Dree Low                                                             |
| 2020 | Welcome to Sweden                           | SE7 (4 Wo.)SE | — |                                                                          |
| 2020 | Va händish Welcome to Sweden                | SE10 Platin · (3 Wo.)SE | — | feat. Thrife                                                             |
| 2020 | Gohardorgohome Welcome to Sweden            | SE20 Gold · (1 Wo.)SE | — |                                                                          |
| 2020 | Vill du köra Welcome to Sweden              | SE31 (1 Wo.)SE | — | mit Adel                                                                 |
| 2020 | Outro (Welcome To Sweden) Welcome to Sweden | SE63 (1 Wo.)SE | — |                                                                          |
| 2020 | Unge med extra energi                       | SE2 (17 Wo.)SE | — |                                                                          |
| 2020 | Brottslingar Unge med extra energi          | SE26 (5 Wo.)SE | — |                                                                          |
| 2020 | Rockstar Unge med extra energi              | SE37 Platin · (4 Wo.)SE | — |                                                                          |
| 2020 | Hammarby Unge med extra energi              | SE31 (5 Wo.)SE | — |                                                                          |
| 2020 | Madagaskar Unge med extra energi            | SE64 (2 Wo.)SE | — |                                                                          |
| 2020 | Psykos Unge med extra energi                | SE66 (2 Wo.)SE | — |                                                                          |
| 2022 | Lilla Nisse Einár                           | SE1 (24 Wo.)SE | — |                                                                          |
| 2022 | Koppla av Einár                             | SE2 (24 Wo.)SE | — |                                                                          |
| 2022 | Annan värld Einár                           | SE5 (7 Wo.)SE | — |                                                                          |
| 2022 | Kolla mig i ögonen Einár                    | SE6 (8 Wo.)SE | — |                                                                          |

### Gastbeiträge
| Jahr | Titel Album                                     | Höchstplatzierung, Gesamtwochen, AuszeichnungChartplatzierungen (Jahr, Titel, Album, Platzierungen, Wochen, Auszeichnungen, Anmerkungen) | Höchstplatzierung, Gesamtwochen, AuszeichnungChartplatzierungen (Jahr, Titel, Album, Platzierungen, Wochen, Auszeichnungen, Anmerkungen) | Anmerkungen                                                                |
| Jahr | Titel Album                                     | SE | NO | Anmerkungen                                                                |
| --- | ----------------------------------------------- | --- | --- | -------------------------------------------------------------------------- |
| 2020 | Jag har en fråga –                              | SE29 (4 Wo.)SE | — | Erstveröffentlichung: 20. März 2020 BL feat. Aden X Asme, Dree Low & Einár |
| 2020 | Fiendes fiende FFF                              | SE11 (6 Wo.)SE | — | Erstveröffentlichung: 12. Juni 2020 1.Cuz feat. Einár                      |
| 2021 | Gamora Barn av vår tid                          | SE1 ×7Siebenfachplatin · (145 Wo.)SE | — | Erstveröffentlichung: 5. März 2021 Hov1 feat. Einár                        |
| Folgende Lieder erschienen nicht als Single, wurden aber durch das Album zum Download und Streaming bereitgestellt und konnten somit eine Platzierung erlangen: |                                                 | | |                                                                            |
| |                                                 | | |                                                                            |
| 2019 | Dag hammarskjöld Flawless                       | SE6 (31 Wo.)SE | — | Dree Low feat. Einár                                                       |
| 2019 | Räkna mina dagar 1 år                           | SE9 (12 Wo.)SE | — | 1.Cuz feat. Einár & Yei Gonzalez                                           |
| 2021 | Hur mycket? (Pengar vill du ha) Barn av vår tid | SE7 ×2Doppelplatin · (7 Wo.)SE | — | Hov1 feat. Einár                                                           |

## Einzelbelege
1. ↑  Aino Oxblod, Malin Roos: 80-talsstjärnan Lena Nilsson blev mamma till Sveriges största artist. In: Femina.se. 14. Juni 2021, abgerufen am 22. Oktober 2021 (schwedisch).
2. ↑  Songs von Einár. In: Swedishcharts.com. Hung Medien, abgerufen am 22. Oktober 2021.
3. ↑  Erik Lundin och Einár vann på Grammis 2020. In: Kingsizemag.se. Abgerufen am 22. Oktober 2021 (schwedisch).
4. ↑  Junger Rapper Einár in Schweden erschossen. In: Der Tagesspiegel Online. 22. Oktober 2021, ISSN 1865-2263 (tagesspiegel.de [abgerufen am 23. Oktober 2021]).
Swedish rapper Yasin jailed over plot to kidnap rival artist. In: BBC News. 14. Juli 2021, abgerufen am 22. Oktober 2021 (englisch).
Matthew Holroyd: Swedish rappers jailed for kidnapping in major organised crime trial. In: Euronews. 14. Juli 2021, abgerufen am 22. Oktober 2021 (englisch).
5. ↑  Einár levde under hot – hade skyddad identitet. In: Aftonbladet.se. Abgerufen am 22. Oktober 2021 (schwedisch).
6. ↑  Swedish rapper Einár, 19, shot to death. In: Aftonbladet.se. Abgerufen am 22. Oktober 2021 (schwedisch).
7. ↑  Adelina Storkaas: Löfven: “Han har betytt mycket för många unga människor”. In: SVT Nyheter. 22. Oktober 2021, abgerufen am 22. Oktober 2021 (schwedisch).
8. 1 2 3  Chartquellen: SE NO
9. ↑  Auszeichnungen für Musikverkäufe: SE NO

| Personendaten    | Personendaten                                    |
| ---------------- | ------------------------------------------------ |
| NAME             | Einár                                            |
| ALTERNATIVNAMEN  | Grönberg, Nils Kurt Erik Einar (wirklicher Name) |
| KURZBESCHREIBUNG | schwedischer Rapper                              |
| GEBURTSDATUM     | 5. September 2002                                |
| GEBURTSORT       | Stockholm, Schweden                              |
| STERBEDATUM      | 21. Oktober 2021                                 |
| STERBEORT        | Stockholm, Schweden                              |